# Patricia Lynch
Patricia Lynch (ca. 1894-1972) autora irlandesa de literatura infantil y periodista. Autora de  48 novelas y 200 cuentos. Es conocida por sus escritos donde plasmaba la vida rural irlandesa y la fantasía, como en Burro de Turba, que fue ilustrada por Jack B. Yeats.

## Biografía
Patricia Lynch nació en Cork, Irlanda, hija de  Thomas, un agente de bolsa y periodista, y Nora Lynch, ambos de Cork. Tuvo un hermano, Henry Patrick Lynch y dos hermanas, Laura y Winifred Lynch. Al morir su padre recibió su educación en escuelas de Irlanda, Inglaterra, Escocia y Bélgica. Se convirtió en periodista y en 1916 fue enviada a Dublín por Sylvia Pankhurst, para informar sobre el Levantamiento de Pascua de Dreadnought de los Trabajadores. A pesar de haberse comprometido con un nacionalista irlandés, retuvo un acento londinense hasta el final de su vida. Hizo y mantuvo amistad con varios nacionalistas; entre ellos estuvieron Maud Gonne y Constance Markievicz. Además, fue una activista por el sufragio femenino.
Lynch se casó con el historiador socialista R.M. Fox en Dublín el 31 de octubre de 1922 y se instaló en Glasnevin. Murió en Monkstown, Condado de Dublín, el 1 de septiembre de 1972 y fue enterrada en el cementerio de Glasnevin junto a su marido. Su semi-autobiografía La Infancia de una Cuenta Cuentos se publicó en 1947.

## Obras
La obra más aclamada de Patricia Lynch es Asno de Turba, publicada por primera vez en 1934. Esta historia se refiere a Seamus y Eileen, una tetera encantada y el pequeño burro gris de orajas largas. Los niños se encuentran a un duende, un águila real, el salmón del conocimiento y a Finn, en su aventura. Tiene pocas secuelas seguidas.
Otra serie de libros escrita por ella es la serie Brogeen, de fantasía infantil. En esta serie, Brogeen es el nombre del personaje principal en el libro, un duende que se escapa de su casa. La historia ha sido leída en la radio y lanzada como una serie teatro de marionetas en la televisión irlandesa.
The Bookshop on the Quay (La Librería del Muelle) es su más conocido libro de no-fantasía. En éste se cuenta la historia de Shane del país que aprende el oficio de la venta de libros en la Librería Four Masters de Dublín. El libro fue leído en Jackanory. 
La literatura de Lynch, siempre moralmente sencilla, sigue siendo elogiada por sus representaciones del oeste de Irlanda, como otro mundo. Sus protagonistas a menudo se encuentran personajes del folclore irlandés, y parecen ser una reminiscencia de Inglés Gaelicised Kiltartan de Lady Gregory.
Marcus Crouch describe la obra The Nesbit Tradition de Lynch como "el más rico y reconfortante relato de familia." En particular, menciona la fantasía The Grey Goose of Kilnevin (El Ganso Gris de Kilnevin) y la "acogedora aventura" de Fiddler's Quest.
Sus obras tuvieron diversos ilustradores, incluyendo a los reconocidos artistas John Butler Yeats (del Burro de Turba) y Sean Keating (El Ganso Gris de Kilnevin).

## Obra

### Libros
- El dragón verde (1925)
- El aprendiz de zapatero (1930)
- El Burro de Turba: Una historia irlandesa de misterio y aventura (1934)
- El Burro va a visitar: La historia de una isla de vacaciones (1935)
- El Burro cortador de césped empieza a levantar los Talones (1939)
- Orejas Largas (1943)
- El rey de la Tinker (1938)
- El ganso gris de Kilnevin (1939)
- Quest Fiddler (1941)
- Extraños en la feria (1945)
- Lisheen en la granja del valle (1945)
- Brogeen de los Stepping Stones (1947)
- Brogeen sigue la melodía mágica (1952)
- Brogeen y los zapatos verdes (1953)
- Brogeen y el lagarto de bronce (1954)
- Brogeen y la princesa de Sheen (1955)
- Brogeen y el castillo perdido (1956)
- Brogeen y el encantador negro (1958)
- La casa de piedra en Kilgobbin: Una historia de Brogeen (1959)
- Brogeen y el poco viento (1962)
- Brogeen y el fez rojo (1963)
- El pescador perdido de Carrigmor: Una historia de Brogeen (1960)
- Los huéspedes del árbol de haya: Una historia de Brogeen (1964)
- Los O'Hara Mad (1948)
- El marinero oscuro de Youghal (1951)
- El muchacho en el balanceo de la linterna (1952)
- Grania del castillo O'Hara (1952)
- Delia Daly de la galopante verde (1953)
- Orla de Burren: La historia de la hija de un capitán de mar (1954)
- Tinker Boy (1955)
- La librería del muelle (1956)
- La suerte del zapatero (1957)
- Fiona Leaps y la hoguera (1957)
- El viejo cofre del mar negro: Una historia de Bantry Bay (1958)
- Jinny y la escalera (1959)
- Los fugitivos (1959)
- Sally de Cork (1960)
- El más largo camino de vuelta (1961)
- Fort de Ryan (1961)
- El caddy de oro (1962)
- La casa en el lago Neagh (1963)
- Vacaciones en Rosquin (1964)
- Mona de la isla (1965)
- Parte posterior del Más Allá (1966)
- La caravana de Kerry (1967)

### Colecciones
- Caballeros de Dios: El traslado de los Santos de los irlandeses (1945)
- Extraños en la feria y otros cuentos (1945)
- Los otros cuentos de hadas irlandeses y el séptimo cerdo (1950)
- Cuentos de encantamiento de Irlanda (1952)
- La llave torcida y otros cuentos (1964)

### Autobiografía
- La infancia de una cuenta cuentos (1947)